# Gary Barlow
Gary Barlow OBE (Frodsham, 1971. január 20. –) angol énekes, dalszerző, zenei producer, színész és televíziós személyiség. A brit Take That popegyüttes frontembere.
Barlow énekesi tevékenysége mellett az Egyesült Királyság történetének egyik legsikeresebb dalszerzője, tizenhárom olyan szerzemény fűződik a nevéhez, amely a slágerlisták élére tudott kerülni (tíz dalt írt a Take That-nek, kettőt szólóénekesként, egyet pedig korábbi zenésztársának, Robbie Williamsnek), valamint 24 darab top 10-es szerzemény. Mint szólóénekes, három listavezető dalt és szintén három listavezető nagylemezt tudhat magáénak. Televíziós tehetségkutatókból is ismert mint zsűritag, a brit X Factor (2011–2013) mellett a Let It Shine (2017) és a Walk the Line (2021) mentori szerepében is láthatta őt a közönség.
Barlow hat alkalommal vehette át az Ivor Novello-díjat, albumai több mint 50 millió példányban keltek el szerte a világon. 2012-ben a királynő születésnapján lovaggá ütötték a zeneiparban és a jótékonykodás területén végzett szolgálatainak elismeréseképpen.

## Diszkográfia

### Nagylemezek szólóénekesként
- Open Road (1997)
- Twelve Months, Eleven Days (1999)
- Sing (2012)
- Since I Saw You Last (2013)
- Music Played by Humans (2020)
- The Dream of Christmas (2021)

### Nagylemezek a Take That tagjaként
- Take That & Party (1992)
- Everything Changes (1993)
- Nobody Else (1995)
- Beautiful World (2006)
- The Circus (2008)
- Progress (2010)
- III (2014)
- Wonderland (2017)
- Odyssey (2018)